# Федотов, Дмитрий Сергеевич
Дмитрий Сергеевич Федотов (род. 7 января 1989) — российский конькобежец.

## Карьера
Родился и живёт в Санкт-Петербурге. Выступает за УОР №2 (Санкт-Петербург), тренеры — заслуженный тренер России Л. В. Никулина, Н. В. Зыкина.
Серебряный (2014 — командная гонка) и бронзовый (2013 — командная гонка) призёр чемпионатов России.
Серебряный призёр Всемирной Универсиады (2013 — командная гонка).
Студент Национального государственного университета физической культуры, спорта и здоровья им. П. Ф. Лесгафта (Санкт-Петербург).